# أوستيوبونتين
الأوستيوبونتين (بالإنجليزية: Osteopontin)‏ ويعرف كذلك بسيالوبروتين العظم 1 (BSP-1 أو BNSP)، منشط اللمفاوية التائية الأولى، البروتين الفوسفوري المفرَز 1 (SPP1). هو بروتين يشفَّر لدى البشر بواسطة الجين SPP1. نظيره لدى الفئران هو Spp1. ينتمي الأوستيوبونتين لمجموعة البروتينات سيبلينغ (بروتينات سكرية) تم تحديدها لأول مرة في بانيات العظم سنة 1986.
تشير السابقة أوستيو إلى أن البروتين يعبر عنه في العظم، رغم أنه يعبر عنه في أنسجة أخرى كذلك. اللاحقة بونتين مشتقة من الكلمة اللاتينة "pons" وتعني جسر، وتشير إلى وظيفة الأوستيوبونتين كبروتين رابطٍ، الأوستيوبونتين بروتين بنائي خارج خلوي وعليه فهو أحد مكونات العظم العضوية. من الأسماء المرادفة لهذا البروتين: بسيالوبروتين 1 و44K BPP (البروتين الفسفوري العظمي)
للجين 7 إكسونات طولها 5 كيلوقاعدة ويتواجد لدى البشر في الذراع الطويلة للصبغي 4 بالمنطقة 22 (4q1322.1). يتكون البروتين من 300~ وحدة حمض أميني ولديه 30 وحدة سكرية مرتبطة به بما في ذلك 10 وحدات من حمض السياليك، والتي ترتبط بالبروتين أثناء تعديل ما بعد الترجمة في جهاز غولجي. البروتين غني بالوحدات الحمضية 30-36% إما حمض الأسبارتيك أو الغلوتاميك.